# Tremoleto
Tremoleto è una frazione del comune italiano sparso di Crespina Lorenzana, nella provincia di Pisa, in Toscana.

## Storia
Il borgo di Tremoleto nacque in epoca alto-medievale e lo si ritrova menzionato nel 1023 in occasione della visita diocesana effettuata da Giovanni, vescovo di Lucca. Negli statuti pisani del 1286 il borgo è ricordato come comune, ed è citata la villa Galliana, toponimo che ricorrerà talvolta riferito all'intero paese.
Il 25 ottobre 1408, il castello di Tremoleto si sottomise a Firenze e fu inserito nella podesteria di Crespina e Lorenzana prima, di Lari poi. Per tutto il XIV secolo, vi furono tentativi di recuperare l'autonomia, senza successo.
Dal 1722 al 1783, periodo in cui era esistente la contea di Lorenzana, Tremoleto fu sede del commissario feudale.
Storicamente frazione di Lorenzana, dal 1º gennaio 2014 è confluito nel nuovo comune di Crespina Lorenzana.

## Monumenti e luoghi d'interesse
- Chiesa dei Santi Fabiano e Sebastiano, chiesa parrocchiale della frazione, fu costruita nel 1787. L'edificio andava a sostituirne uno preesistente di epoca altomedievale e citato nelle decime del 1260, poi restaurato nel 1621.[2]

- Villa Roncioni, palazzo di antica origine, storica proprietà della famiglia pisana dei Roncioni dal XII secolo.[2] Durante il Settecento fu sede del commissario feudale e qui erano situate anche le prigioni.[2] Passato di proprietà ai conti Miari Fulcis nel 1931, fu trasformato in villa: sono andati perduti infatti gli stemmi e le iscrizioni che decoravano l'edificio.[2]